# Studnice (okres Třebíč)
Obec Studnice (starší názvy Studnicz, Studnicze, Studnitz; 2. pád do Studnic, 6. pád ve Studnicích) se nachází v okrese Třebíč v Kraji Vysočina, asi 6 km jižně od Velkého Meziříčí. Žije zde 125 obyvatel.
Na sever od vesnice se nachází vrch Studnická strážnice (510 m n. m.), nedaleko od vesnice se nachází hrad Templštejn.
Sousedními obcemi sídla jsou Dolní Heřmanice, Budišov, Hodov, Rohy a Kamenná.

## Historie
V obci má kořeny rod pánů ze Studnic, obec byla dříve rozdělena na dvě části, první, menší, část patřila do budišovského panství a větší část patřila do náměšťského panství. Do roku 1366 byla vesnice Studnice součástí statku Vaneč, po smrti Sazemy a Dobše z Vanče připadla Vaneč, Studnice, Zahrádka a Ocmanice markraběti Janovi Lucemburskému, který v roce 1366 daroval Janovi z Meziříčí, z té doby také pochází první písemná zmínka o obci. Další část Studnic patřila patřila Bohušovi z Vanče, v roce 1371 daroval část Studnic a Ocmanic manželce Dorotě, po její smrti prodal majetek Janovi Hrbovi, ten majetky předal manželce a dceři. Další část, meziříčská, patřila Benešovi ze Studnic, který se spojil se svoji manželkou. V roce 1447 Jan Lhotka ze Dlužína a Ondřej ze Studnic prodali Studnice a Oslavu Ondřejovi z Jemničky. Ondřej se pak spolčil s manželkou a ta pak roku 1464 i s dětmi.
Její syn Jiří z Jemničky v roce 1481 prodal Studnice Bertě z Kokor a Konrádovi z Miroslavi, který ve vsi chvíli poté postavil ve vsi tvrz, se kterou vesnici roku 1492 prodal Arnoštovi, Janovi a Ondřejovi z Jemničky. V roce 1595 Jindřich Vanecký z Jemničky prodal část Studnic Anně Zámrské ze Zámrsk, ta už část Studnic vlastnila po spolčení s manželem Bartolomějem Vaneckým z Jemničky. Součástí Jasenice byla část vesnice až do roku 1649. Posléze se stala součástí náměšťského panství.
V roce 1628 koupil náměšťské panství Albrecht z Valdštejna, který je koupil pro Jana Baptistu z Verdenberka. V roce 1743 pak od Verdenberků koupili panství manželé Kufštejnští, ale hned roku 1752 pak zakoupili panství Haugvicové, kteří je vlastnili až do správních reforem. Další část vesnice patřila budišovskému panství, to v roce 1715 zakoupila Anna z Paarů.
V letech 2006–2010 byl starostou František Hort. Od voleb 2010 tuto funkci vykonává Libor Hort.
Do roku 1849 patřily Studnice do náměšťského panství, od roku 1850 patřily do okresu Jihlava, pak od roku 1855 do okresu Velké Meziříčí a od roku 1960 do okresu Třebíč. Mezi lety 1850 a 1884 patřily Studnice pod Hodov a mezi lety 1980 a 1990 byla obec začleněna pod Budišov, následně se obec osamostatnila.
| Rok            | 1869 | 1880 | 1890 | 1900 | 1910 | 1921 | 1930 | 1950 | 1961 | 1970 | 1980 | 1991 | 2001 |
| Počet obyvatel | 136  | 173  | 183  | 175  | 176  | 177  | 166  | 147  | 154  | 164  | 184  | 148  | 152  |

## Politika

### Volby do Poslanecké sněmovny
|       | 2006               | 2010               | 2013               | 2017               | 2021                  |
| ----- | ------------------ | ------------------ | ------------------ | ------------------ | --------------------- |
| 1.    | ČSSD (40,25 %)     | ČSSD (27,27 %)     | ČSSD (38,33 %)     | ČSSD (17,64 %)     | SPOLU (29,87 %)       |
| 2.    | ODS (22,07 %)      | ODS (16,66 %)      | KDU-ČSL (18,33 %)  | KSČM (16,17 %)     | ANO (24,67 %)         |
| 3.    | KDU-ČSL (20,77 %)  | KDU-ČSL (15,15 %)  | KSČM (18,33 %)     | Piráti (14,7 %)    | Piráti+STAN (15,58 %) |
| účast | 64,17 % (77 z 120) | 55,93 % (66 z 118) | 52,63 % (60 z 114) | 55,74 % (68 z 122) | 71,30 % (77 z 108)    |

### Volby do krajského zastupitelstva
|      | 1.                       | 2.                | 3.                 | účast              |
| ---- | ------------------------ | ----------------- | ------------------ | ------------------ |
| 2000 | ČSSD (41,66 %)           | 4KOALICE (25 %)   | ODS (13,88 %)      | 33,33 % (41 z 123) |
| 2004 | KDU-ČSL (37,93 %)        | ODS (20,68 %)     | ČSSD (20,68 %)     | 24,57 % (29 z 118) |
| 2008 | ČSSD (46,66 %)           | KDU-ČSL (17,77 %) | ODS (17,77 %)      | 39,47 % (45 z 114) |
| 2012 | ČSSD (43,75 %)           | KSČM (18,75 %)    | KDU-ČSL (16,66 %)  | 44,35 % (51 z 115) |
| 2016 | KDU-ČSL (29,72 %)        | ČSSD (27,02 %)    | KSČM (21,62 %)     | 30,83 % (37 z 120) |
| 2020 | Piráti (22,22 %)         | ANO (20 %)        | KDU-ČSL (13,33 %)  | 39,82 % (45 z 113) |
| 2024 | ODS+TOP 09+STO (28,57 %) | ANO (28,57 %)     | STAN+SNK ED (20 %) | 32,14 % (36 z 112) |

### Prezidentské volby
V prvním kole prezidentských voleb v roce 2013 první místo obsadil Miloš Zeman (28 hlasů), druhé místo obsadil Jiří Dienstbier (12 hlasů) a třetí místo obsadil Zuzana Roithová (11 hlasů). Volební účast byla 58,62 %, tj. 68 ze 116 oprávněných voličů. V druhém kole prezidentských voleb v roce 2013 první místo obsadil Miloš Zeman (51 hlasů) a druhé místo obsadil Karel Schwarzenberg (16 hlasů). Volební účast byla 58,77 %, tj. 67 ze 114 oprávněných voličů.
V prvním kole prezidentských voleb v roce 2018 první místo obsadil Miloš Zeman (32 hlasů), druhé místo obsadil Jiří Drahoš (13 hlasů) a třetí místo obsadil Pavel Fischer (10 hlasů). Volební účast byla 59,84 %, tj. 73 ze 122 oprávněných voličů. V druhém kole prezidentských voleb v roce 2018 první místo obsadil Miloš Zeman (52 hlasů) a druhé místo obsadil Jiří Drahoš (38 hlasů). Volební účast byla 73,77 %, tj. 90 ze 122 oprávněných voličů.
V prvním kole prezidentských voleb v roce 2023 první místo obsadil Andrej Babiš (24 hlasů), druhé místo obsadila Danuše Nerudová (20 hlasů) a třetí místo obsadil Petr Pavel (18 hlasů). Volební účast byla 73,15 %, tj. 79 ze 108 oprávněných voličů. V druhém kole prezidentských voleb v roce 2023 první místo obsadil Petr Pavel (44 hlasů) a druhé místo obsadil Andrej Babiš (21 hlasů). Volební účast byla 60,19 %, tj. 65 ze 108 oprávněných voličů.

## Pamětihodnosti
- kaple na návsi
- Boží muka za vsí[4]
- socha sv. Floriána z roku 2016 u kaple
- pomník padlým v I. světové válce

## Galerie

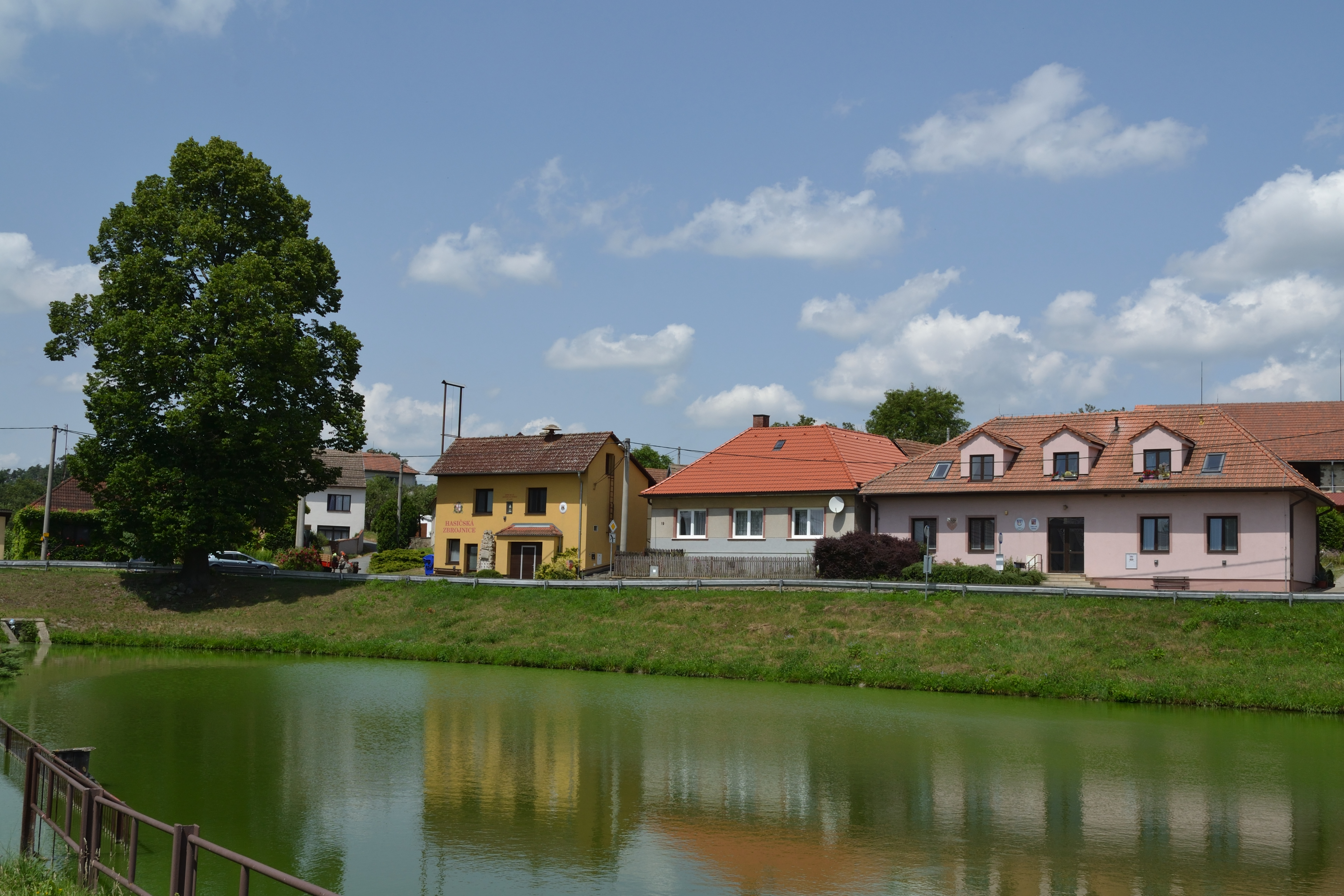
Pohled přes Dolní rybník
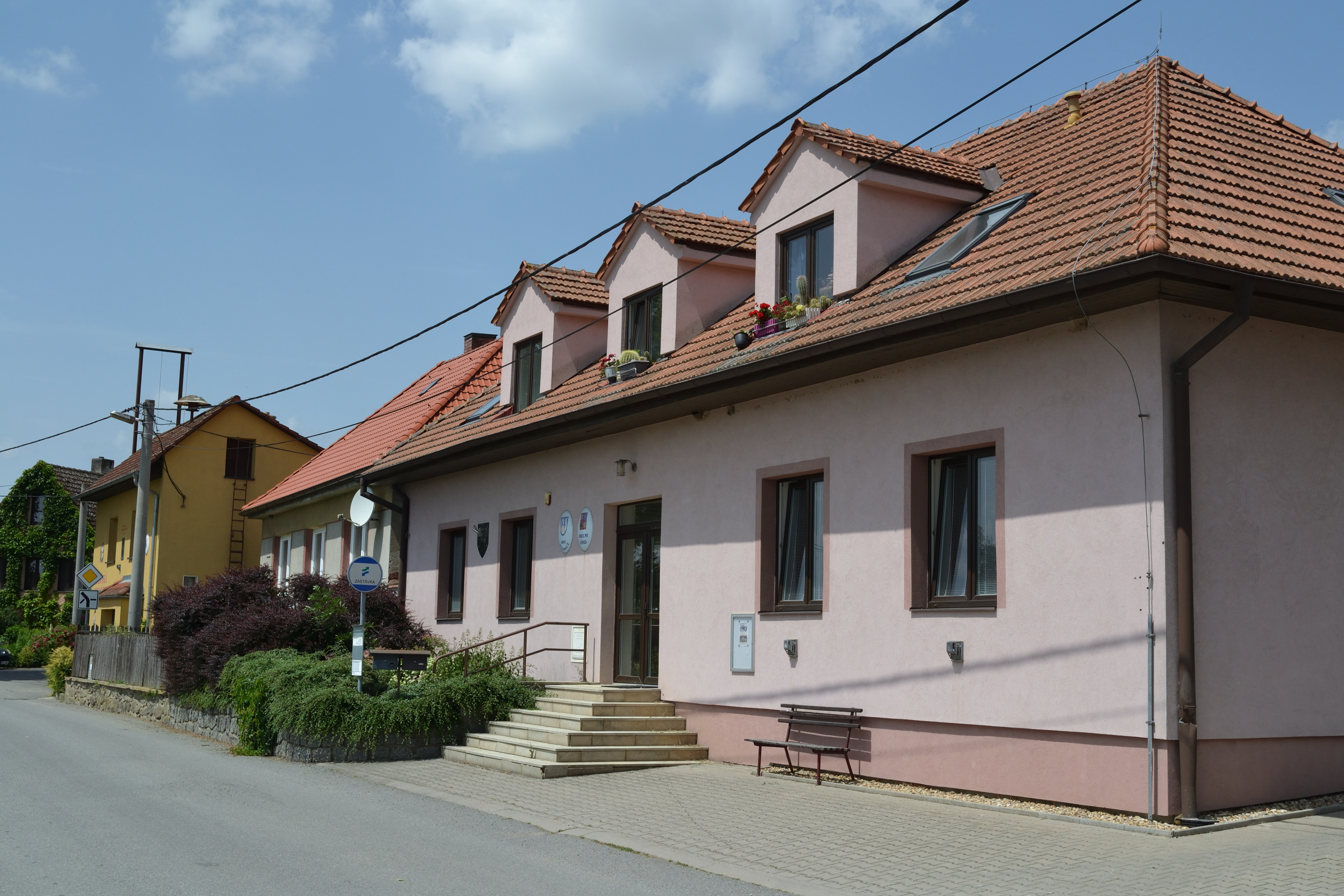
Obecní úřad
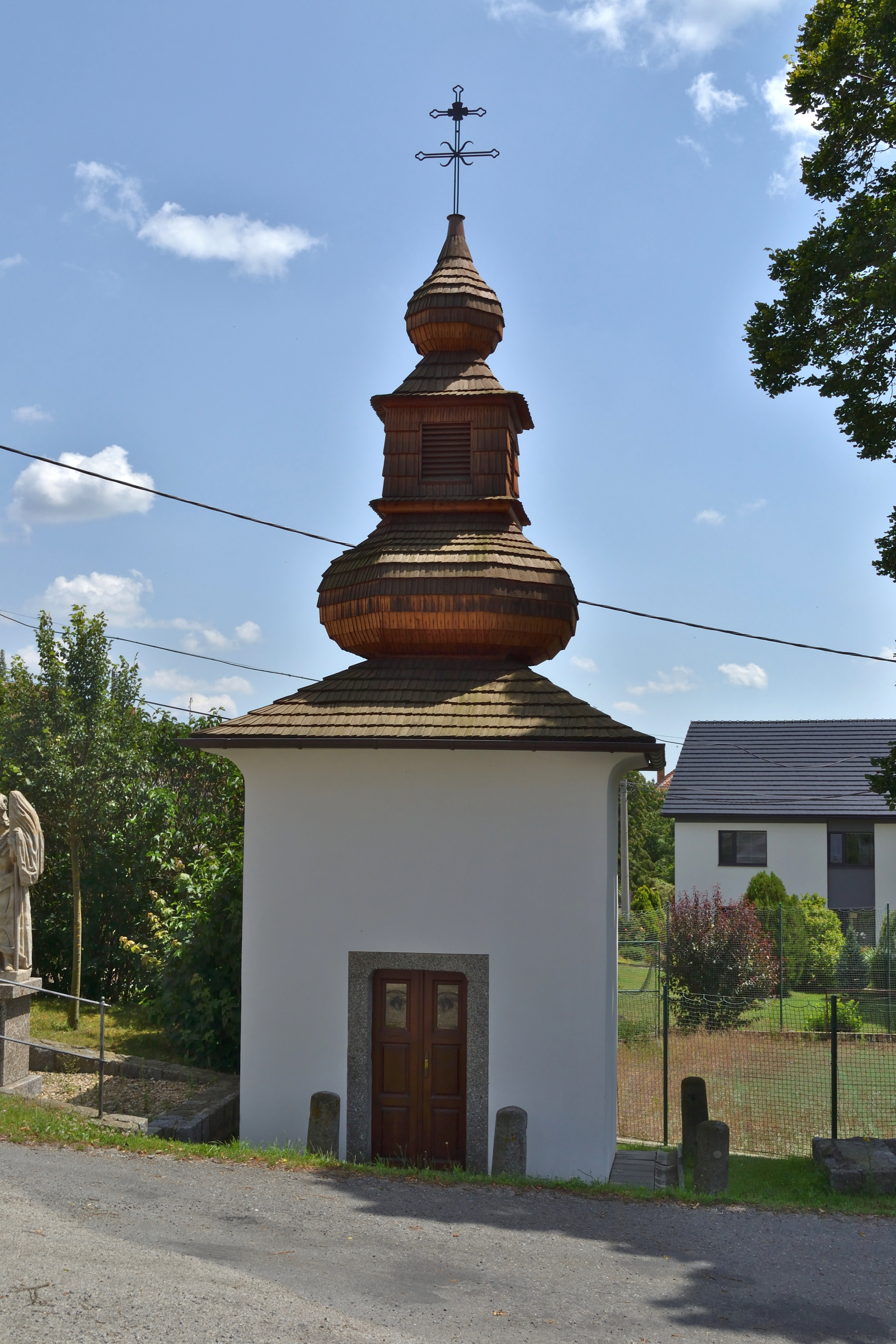
Kaple
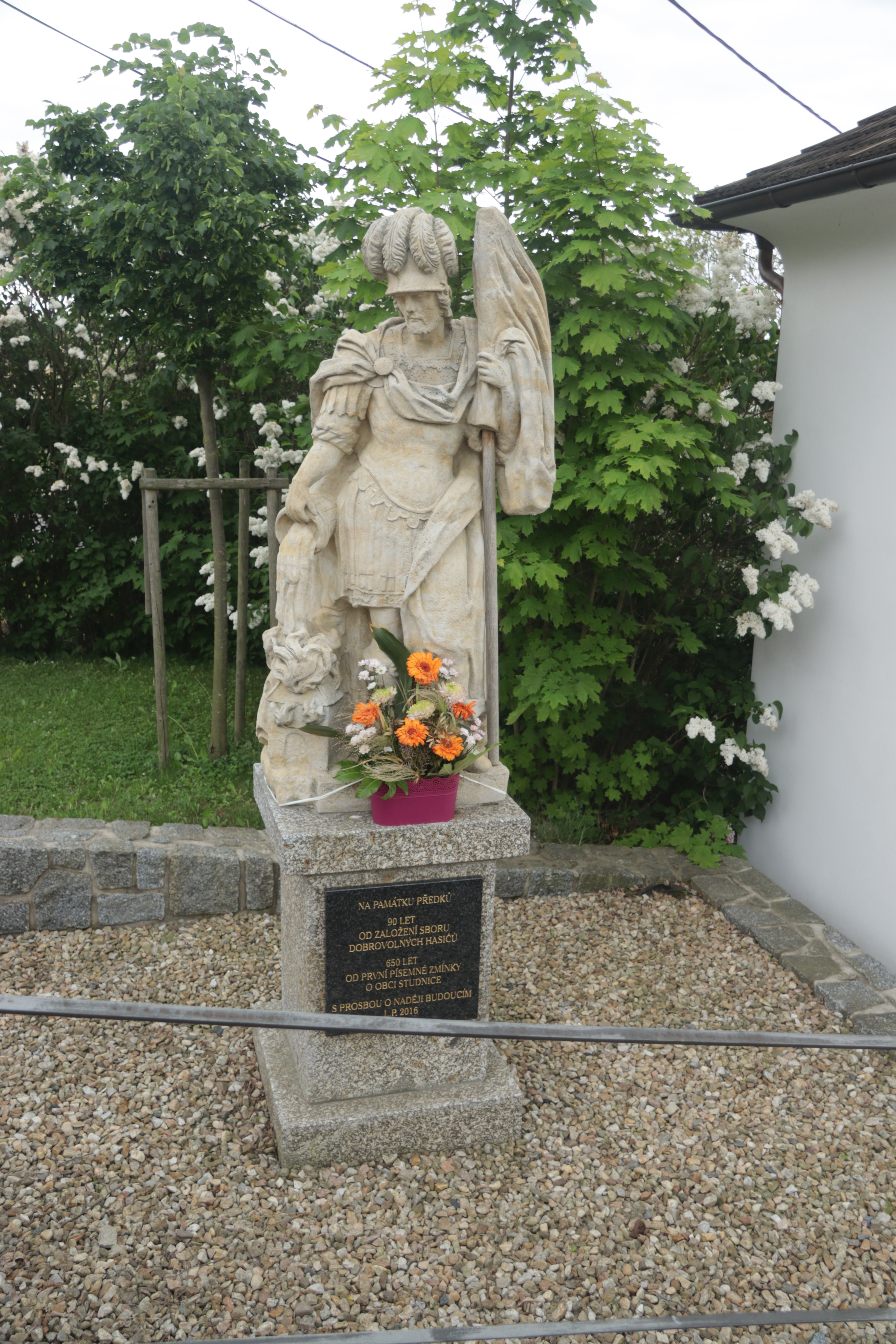
Socha sv. Floriána
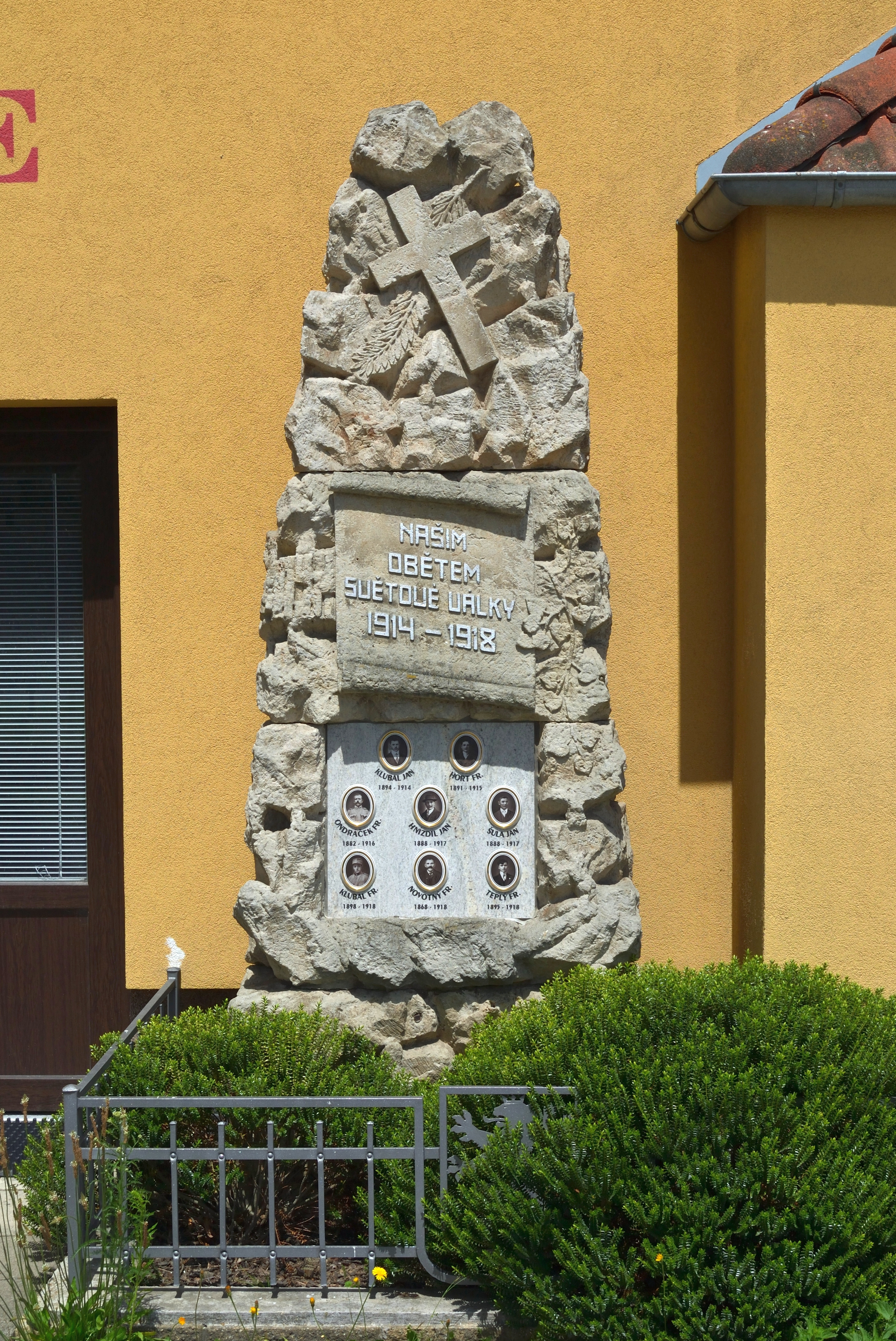
Pomník padlým
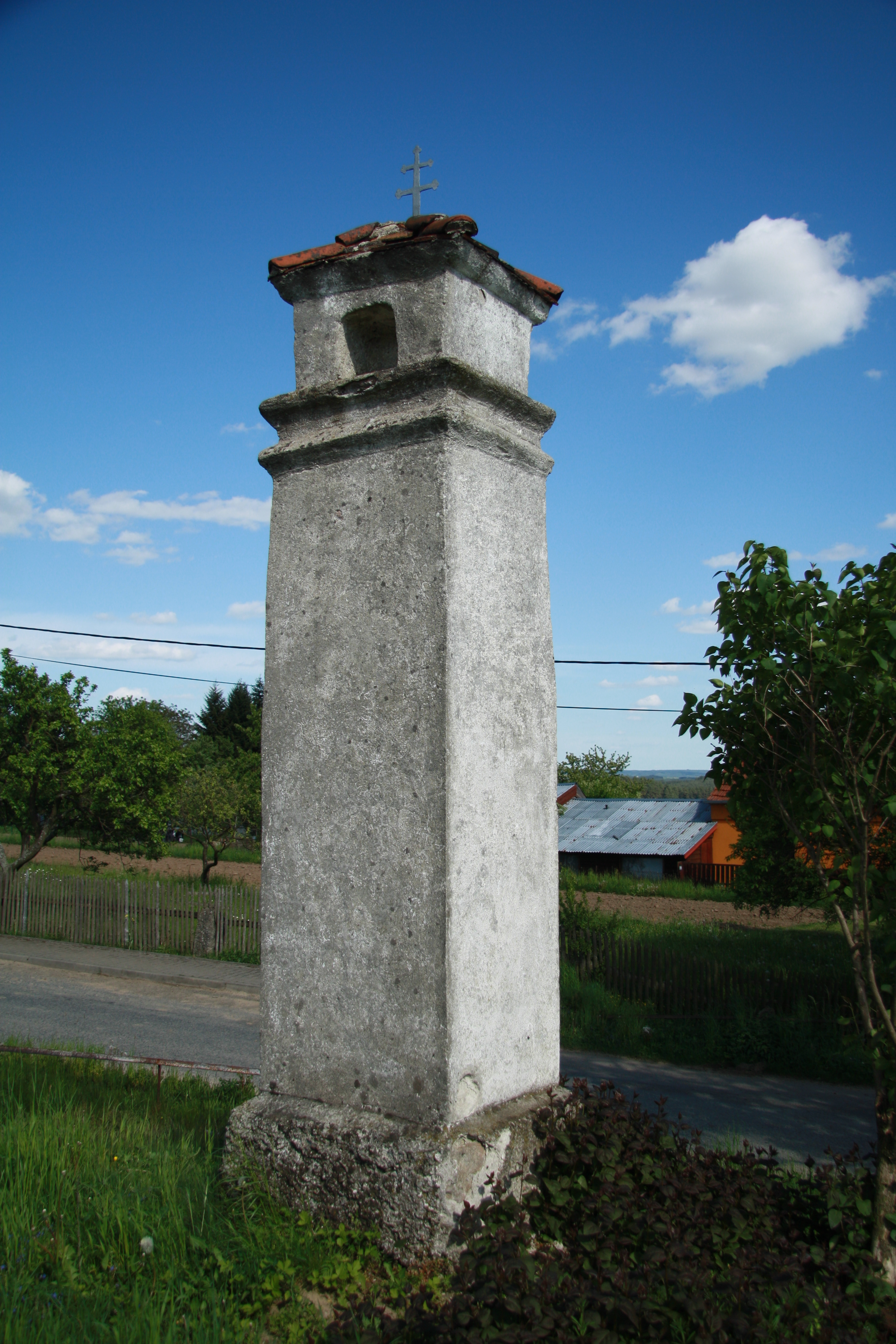
Boží muka